# Sheila García Gómez
Sheila García Gómez (Yunquera de Henares, Guadalajara, 15 de marzo de 1997) es una futbolista española. Juega de lateral y su equipo actual es el Real Madrid CF de la Liga F. Es internacional absoluta con la selección española desde mayo de 2019. Ganó la Copa de la Reina con el Atlético de Madrid en 2023.

## Trayectoria

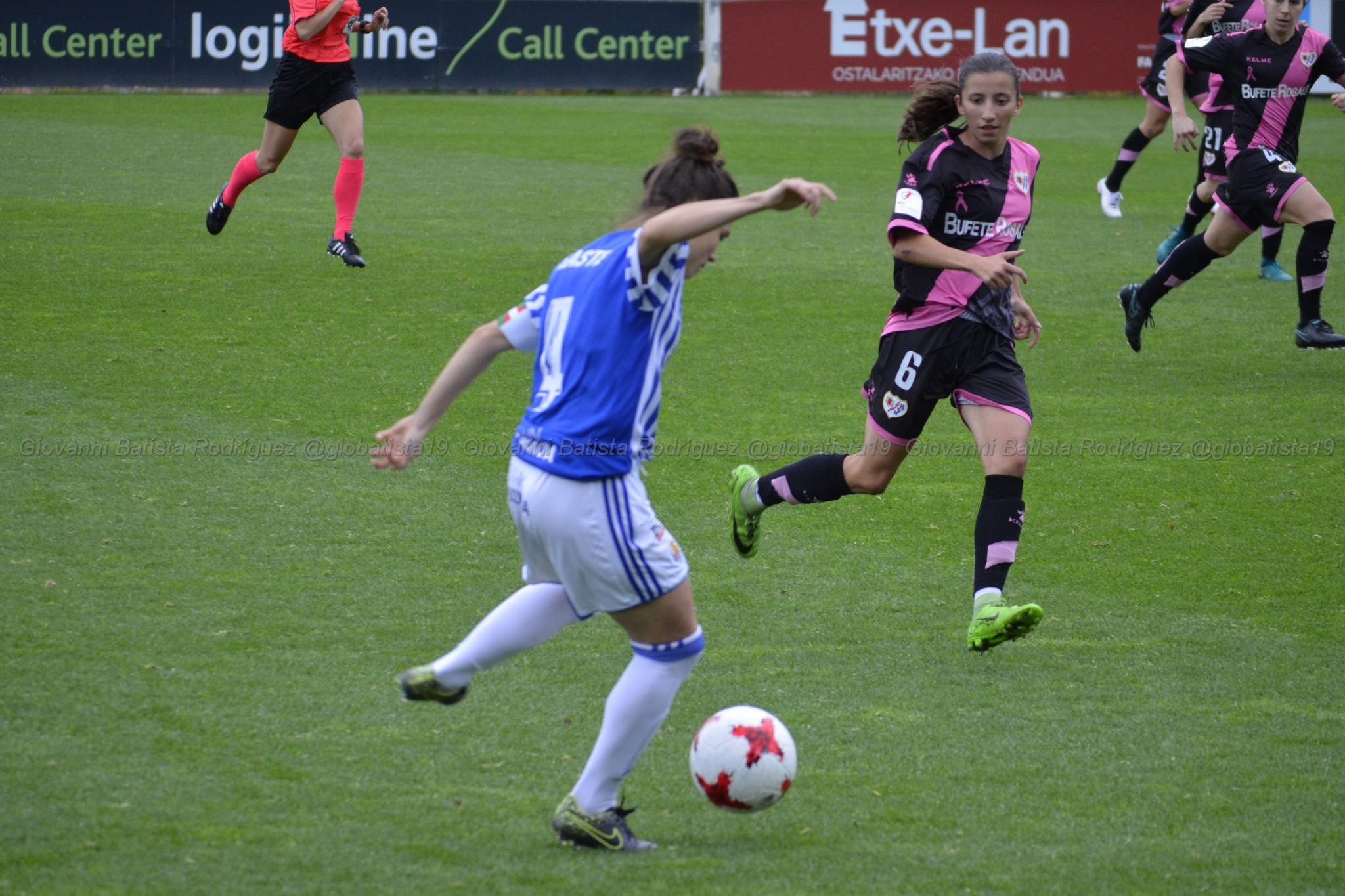
Sheila García con el Rayo Vallecano

### Inicios
Sheila empezó jugando en el equipo de su pueblo, el Club Deportivo Yunquera. Tras un año en el Deportivo Guadalajara pasó al Dinamo Guadalajara, donde jugó como delantera durante 5 temporadas en distintos formatos de la Segunda División. En 2015 le otorgaron el Balón de Oro de Castilla-La Mancha como mejor jugadora de la Liga Nacional Femenina por su «competitividad y su gran calidad técnica».

### Rayo Vallecano y consagración
En 2016 fichó por el Rayo Vallecano de Miguel Ángel Quejigo. Debutó como titular en la primera jornada de la Primera División el 3 de septiembre de 2016 con derrota por 2-0 ante el Atlético de Madrid. Su primer gol con la franja llegó el 15 de octubre ante el Zaragoza C. F. F.. Sheila jugó los 30 partidos de liga, 23 de ellos como titular, y marcó 6 goles en total, contribuyendo a que el Rayo concluyese la liga en séptimo puesto. El resultado las clasificó para disputar la Copa de la Reina, en la que cayeron en la prórroga de los cuartos de final ante el Atlético de Madrid.
En su segunda temporada en el cuadro rayista jugó 27 de los 30 partidos de liga, 25 de ellos como titular, y marcó 5 goles. Uno de ellos sirvió para romper la racha del Atlético de Madrid que acumulaba 44 jornadas sin perder. El Rayo concluyó esa temporada en undécima posición, sin acceso a la competición copera y con margen sobre el descenso.
En la temporada 2018-19 el equipo estuvo dirigido por Irene Ferreras, con la que adaptó su posición a la de carrilera. Jugó 28 encuentros, todos ellos como titular y marcó dos goles. Sus buenas actuaciones fueron premiadas con su debut con la selección absoluta al finalizar la temporada, y su inclusión en el Once de Oro de Fútbol Draft. El equipo estuvo luchando por evitar el descenso durante toda la temporada, cosa que logró acabando en duodécima posición. En la Copa de la Reina alcanzaron los cuartos de final tras superar al Sporting de Huelva en la tanda de penaltis, y perder ante la Real Sociedad.
La siguiente temporada se hizo cargo del equipo Carlos Santiso. A sus órdenes Sheila jugó de centrocampista. Jugó 20 de los 21 partidos que se disputaron antes de la cancelación de la competición por la Covid-19, y marcó dos goles. El primero de ellos, que le dio los tres puntos al Rayo ante el Levante, fue destacado por los medios de comunicación por su bella factura. Con un estilo rocoso el equipo logró buenos resultados y acabó en octava posición en la liga. En la Copa de la Reina fueron eliminadas en primera ronda por el C. D. TACON. Sheila fue elegida como la mejor jugadora de la primera mitad de la temporada por los aficionados rayistas. Durante el confinamiento Sheila representó a su equipo en un torneo solidario de FIFA 20 organizado por la Real Federación Española de Fútbol que acabó ganando. Luego representó a España contra Brasil, y perdió ante Bia Zaneratto. Posteriormente anunció que jugaría un año más en el Rayo para madurar antes de salir a otro club.
En la temporada 2020-21 jugó 30 de los 34 partidos de los que componía el campeonato. Según sus propias palabras se tomó el fútbol de manera más profesional, cuidando más la alimentación y el descandoo, volvió a destacar y ser elegida por la afición como mejor jugadora del equipo en la primera vuelta. Marcó cuatro goles, dos de ellos en la parte final de la temporada ante Sevilla y Betis que ayudaron a que el equipo no descendiese a Segunda División.

### Atlético de Madrid
En 2021 fichó por el Atlético de Madrid. Debutó con el equipo rojiblanco el 4 de septiembre de 2021, dando una asistencia de gol en la victoria por 5-0 sobre el Rayo Vallecano en la primera jornada de liga. El 31 de octubre marcó su primer gol como rojiblanca ante el Villarreal. Aunque al principio le costó entrar en el equipo, con ayuda psicológica acabó siendo titular durante el resto de la temporada, aprovechando su polivalencia para jugar en ambas bandas en el centro del campo o la defensa, donde terminó asentándose como lateral derecho. Sus buenas actuaciones la volvieron a llevar a la selección nacional, y fue elegida mejor jugadora del equipo en los meses de febrero y abril. Acabaron la temporada en cuarta posición a un punto de la tercera plaza que daba el último cupo para disputar la Liga de Campeones. Fueron finalistas en la Supercopa, en la que perdieron ante el F. C. Barcelona. En la Copa de la Reina el equipo cayó en octavos de final ante el Sporting de Huelva.
Al iniciar la temporada 2022-23 fue galardonada con el Premio Sancho Panza de la Federación de Fútbol de Castilla-La Mancha, que reconoció su carrera deportiva, espíritu de sacrificio y perseverancia. A pesar de sufrir algunas lesiones en verano, tuvo un buen inicio de temporada y fue elegida mejor jugadora del equipo en octubre. El equipo no fue regular durante la temporada y cambió de técnico, acabando en cuarta posición en liga. En el tramo final de la temporada volvió a sufrir una lesión y se perdió los últimos encuentros. En la Copa de la Reina se clasificaron de forma sólida para la final, en la que se enfrentaron al Real Madrid en el Estadio de Butarque de Leganés. El equipo ganó el trofeo en la tanda de penaltis tras remontar un 2-0 adverso en el tiempo de descuento.
Tras seis meses de baja volvió a jugar en octubre de 2023, pero no logró recuperar su puesto de titular y fue suplente casi toda la temporada. En el mes de enero cayeron eliminadas en la semifinal de la Supercopa y en el mes de febrero tuvieron varios duelos directos en liga en los que no se obtuvieron buenos resultados y se distanciaron de los puestos de cabeza. Tras la eliminación de Copa en semifinales y un mal resultado liguero Manolo Cano fue destituido y lo sustituyó el entrenador del segundo filial Arturo Ruiz. Con el cambio encadenaron varias victorias consecutivas y finalmente lograron el objetivo de clasificarse para la Liga de Campeones tras ser terceras en liga.

## Selección nacional

### Categorías inferiores
En 2015 se concentró con la selección sub-19 de España, e incluso estuvo preseleecionada para disputar el Mundial sub-20 de 2016, aunque al final fue una de las tres descartadas de la convocatoria.

### Debut y Eurocopa de 2022
El 13 de mayo de 2019 fue convocada por primera vez con la selección de España al sustituir a Nerea Eizagirre por lesión. Debutó el 17 de mayo de 2019 en la victoria en un partido amistoso por 4-0 sobre Camerún tras sustituir a Alba Redondo en la segunda parte. Fue la primera alcarreña en jugar por la selección de España.
En 2020 volvió a ser convocada y el seleccionador Jorge Vilda comentó que la conocían de las categorías inferiores y destacó su talento y su implicación. Jugó dos partidos en la Copa SheBelieves.
En febrero de 2022, en medio de una destacada temporada con el Atlético de Madrid, volvió a jugar en la Arnold Clark Cup, y jugó su primer partido clasificatorio para el Mundial.
Fue convocada en la primera lista de seleccionadas para la Eurocopa de 2022. El 27 de junio formó parte de la convocatoria final para disputar la Eurocopa. Fue suplente en el primer encuentro ante Finlandia, que ganaron por 4-1, y titular en el segundo partido ante Alemania, que acabó con victoria alemana por 2-0. Volvió a ser titular ante Dinamarca, jugando la primera mitad que acabó sin goles. Aunque les servía el empate, vencieron por 1-0 y se clasificaron segundas de grupo para jugar los cuartos de final ante la anfitriona, Inglaterra. Fue suplente en los cuartos de final, entrando cuando España ganaba por 1-0, pero Inglaterra logró empatar el partido y ganarlo por 2-1 en la prórroga.
En junio de 2023 entró en la pre-lista de jugadoras para disputar el Mundial, pero tuvo que abandonar la concentración al no recuperarse de la lesión de rodilla que arrastraba en los últimos meses.

## Controversias
En febrero de 2019 el entrenador del F. C. Barcelona, Lluís Cortés, insinuó que su jugadora Andressa Alves, que había sido expulsada tras encararse con Sheila García, había reaccionado así debido a insultos racistas. Sheila García negó haber insultado a Andressa Alves a través de sus redes sociales, y el Rayo Vallecano emitió un comunicado respaldándola.

## Estadísticas

### Clubes
Actualizado al último partido jugado el 15 de junio de 2024.
| Club                        | Div.                     | Temporada     | Liga  | Liga  | Liga   | Copas nacionales | Copas nacionales | Copas nacionales | Copas internacionales | Copas internacionales | Copas internacionales | Total | Total | Total  | Media goleadora |
| Club                        | Div.                     | Temporada     | Part. | Goles | Asist. | Part.            | Goles            | Asist.           | Part.                 | Goles                 | Asist.                | Part. | Goles | Asist. | Media goleadora |
| --------------------------- | ------------------------ | ------------- | ----- | ----- | ------ | ---------------- | ---------------- | ---------------- | --------------------- | --------------------- | --------------------- | ----- | ----- | ------ | --------------- |
| Dínamo Guadalajara · España |                          |               |       |       |        |                  |                  |                  |                       |                       |                       |       |       |        |                 |
| 2.ª                         | 2011-12                  | ?             | ?     | ?     | -      | -                | -                | -                | -                     | -                     |                       |       |       |        |                 |
| 2.ª                         | 2012-13                  | ?             | ?     | ?     | -      | -                | -                | -                | -                     | -                     |                       |       |       |        |                 |
| 2.ª                         | 2013-14                  | ?             | ?     | ?     | -      | -                | -                | -                | -                     | -                     |                       |       |       |        |                 |
| 2.ª                         | 2014-15                  | ?             | ?     | ?     | -      | -                | -                | -                | -                     | -                     |                       |       |       |        |                 |
| 2.ª                         | 2015-16                  | ?             | ?     | ?     | -      | -                | -                | -                | -                     | -                     |                       |       |       |        |                 |
| Total Dínamo Guadalajara    |                          |               |       |       |        |                  |                  |                  |                       |                       |                       |       |       |        |                 |
| Rayo Vallecano · España     |                          |               |       |       |        |                  |                  |                  |                       |                       |                       |       |       |        |                 |
| 1.ª                         | 2016-17                  | 30            | 6     |       | 1      | 0                | 0                | -                | -                     | -                     | 31                    | 6     |       | 0.19   |                 |
| 1.ª                         | 2017-18                  | 27            | 5     | 3     | -      | -                | -                | -                | -                     | -                     | 27                    | 5     | 3     | 0.19   |                 |
| 1.ª                         | 2018-19                  | 28            | 2     | 5     | 1      | 0                | 0                | -                | -                     | -                     | 29                    | 2     | 5     | 0.07   |                 |
| 1.ª                         | 2019-20                  | 20            | 3     | 1     | 0      | 0                | 0                | -                | -                     | -                     | 30                    | 3     | 1     | 0.10   |                 |
| 1.ª                         | 2020-21                  | 30            | 4     | 1     | -      | -                | -                | -                | -                     | -                     | 30                    | 4     | 1     | 0.13   |                 |
| Total Rayo Vallecano        | Total Rayo Vallecano     | 135           | 20    | 10+   | 2      | 0                | 0                | 0                | 0                     | 0                     | 137                   | 20    | 10+   | 0.15   |                 |
| Atlético de Madrid · España |                          |               |       |       |        |                  |                  |                  |                       |                       |                       |       |       |        |                 |
| 1.ª                         | 2021-22                  | 27            | 3     | 5     | 2      | 0                | 1                |                  |                       |                       | 29                    | 3     | 6     | 0.10   |                 |
| 1.ª                         | 2022-23                  | 22            | 4     | 5     | 2      | 1                | 0                |                  |                       |                       | 23                    | 5     | 5     | 0.22   |                 |
| 1.ª                         | 2023-24                  | 19            | 0     | 0     | 5      | 1                | 0                |                  |                       |                       | 24                    | 1     | 0     | 0.04   |                 |
| Total Atlético de Madrid    | Total Atlético de Madrid | 68            | 7     | 10    | 9      | 2                | 1                |                  |                       |                       | 77                    | 9     | 11    | 0.12   |                 |
| Total carrera               | Total carrera            | Total carrera | 203   | 27    | 20+    | 11               | 2                | 1                |                       |                       |                       | 214   | 29    | 21+    | 0.14            |
| 1. 2. 3.                    |                          |               |       |       |        |                  |                  |                  |                       |                       |                       |       |       |        |                 |

### Selecciones
Actualizado al último partido jugado el 5 de abril de 2024.
| Selecciones                                                                                                | Temporada | Europeo(4) | Europeo(4) | Europeo(4) | Mundial (4) | Mundial (4) | Mundial (4) | Amistosos | Amistosos | Amistosos | Total | Total | Total  | Media goleadora |
| Selecciones                                                                                                | Temporada | Part.      | Goles      | Asist.     | Part.       | Goles       | Asist.      | Part.     | Goles     | Asist.    | Part. | Goles | Asist. | Media goleadora |
| --- | --------- | ---------- | ---------- | ---------- | ----------- | ----------- | ----------- | --------- | --------- | --------- | ----- | ----- | ------ | --------------- |
| Abs. · España                                                                                              |           |            |            |            |             |             |             |           |           |           |       |       |        |                 |
| 2019 |           |            |            |            |             |             | 1           | 0         | 0         | 1         | 0     | 0     | -      |                 |
| 2020 |           |            |            |            |             |             | 2           | 0         | 0         | 2         | 0     | 0     | -      |                 |
| 2021 |           |            |            |            |             |             |             |           |           |           |       |       |        |                 |
| 2022 | 4         | 0          | 0          | 1          | 0           | 0           | 5           | 0         | 0         | 10        | 0     | 0     | -      |                 |
| 2023 |           |            |            |            |             |             | 5           | 0         | 3         | 5         | 0     | 3     | -      |                 |
| 2024 | 1         | 1          | 0          |            |             |             |             |           |           | 1         | 1     | 0     | 1.00   |                 |
| Total | 5         | 1          | 0          | 1          | 0           | 0           | 13          | 0         | 3         | 19        | 1     | 3     | 0.05   |                 |
| (4) Se incluyen partidos en fases clasificatorias, no incluye Torneo de Exentos ni Torneo Desarrollo UEFA. |           |            |            |            |             |             |             |           |           |           |       |       |        |                 |

#### Participaciones en Eurocopas
| Competición            | Categoría          | Sede       | Resultado        | Partidos | Goles |
| ---------------------- | ------------------ | ---------- | ---------------- | -------- | ----- |
| Eurocopa Femenina 2022 | Selección absoluta | Inglaterra | Cuartos de final | 4        | 0     |
| Total                  | –                  | –          | –                | 4        | 0     |

## Palmarés

### Campeonatos nacionales
| Título           | Club               | País   | Año     |
| ---------------- | ------------------ | ------ | ------- |
| Copa de la Reina | Atlético de Madrid | España | 2022-23 |

### Campeonatos Internacionales
| Título                    | País   | Año  |
| ------------------------- | ------ | ---- |
| Liga de Naciones Femenina | España | 2024 |

### Distinciones individuales
| Distinción                                                         | Año     |
| ------------------------------------------------------------------ | ------- |
| Once de Oro Fútbol Draft                                           | 2018-19 |
| Jugadora Cinco Estrellas Primera Vuelta del Rayo Vallecano         | 2019-20 |
| Jugadora Cinco Estrellas Primera Vuelta del Rayo Vallecano         | 2020-21 |
| Jugadora Cinco Estrellas de febrero y abril del Atlético de Madrid | 2021-22 |
| Premio Sancho Panza                                                | 2022    |
| Jugadora Cinco Estrellas de octubre del Atlético de Madrid         | 2022-23 |